# 元興 (東晋)
元興（げんこう）は、東晋の安帝司馬徳宗の治世に行われた2番目の年号。
402年 - 404年。元興元年は3月に一旦、隆安6年に戻された上で大亨元年とされた。後に再び元興に戻された。
『資治通鑑』では、桓玄の簒奪に反対する立場から大亨の元号を使用していない。

## 出来事
- 元興元年
  - 正月元日：即日改元。桓玄追討の詔が下され、司馬元顕を征討大都督とする。
  - 3月1日：先鋒の劉牢之が桓玄に降る。
  - 3月4日：年号を隆安に戻す。桓玄が京師建康に入り、丞相となり全権を握る。
  - 3月5日：「大亨」と改元。司馬元顕らを誅す。
  - 12月26日：司馬道子が殺される。
- 元興2年
  - 8月：桓玄が楚王となる。
  - 12月3日：楚王桓玄が安帝の禅譲により皇帝に即位。国号を楚とし、建始の元号を立てる。しがし、趙王司馬倫が使った年号という理由で、すぐに「永始」に改元。
- 元興3年
  - 2月27日：劉裕が京口で挙兵する。
  - 3月3日：劉裕が建康に入る。
  - 4月3日：安帝が桓玄により江陵へ連行される。
  - 5月26日：桓玄は蜀に逃亡するも益州都護の馮遷により殺される。安帝が復位する。
  - 10月：孫恩の娘婿の盧循が広州を襲って占拠する。
- 元興4年
  - 正月16日：「義熙」と改元。

## 西暦・干支との対照表
| 元興 | 元年  | 2年   | 3年   |
| 西暦 | 402年 | 403年 | 404年 |
| 干支 | 壬寅  | 癸卯  | 甲辰  |

## 他元号との対照表
| 元興 | 元年  | 2年   | 3年         |
| 後燕 | 光始2 | 光始3 | 光始4       |
| 後秦 | 弘始4 | 弘始5 | 弘始6       |
| 北魏 | 天興5 | 天興6 | 天興7 天賜1 |
| 後涼 | 神鼎2 | 神鼎3 | -           |
| 北涼 | 永安2 | 永安3 | 永安4       |
| 南涼 | 弘昌1 | 弘昌2 | 弘昌3       |
| 南燕 | 建平3 | 建平4 | 建平5       |
| 西涼 | 庚子3 | 庚子4 | 庚子5       |